# Долгое (Свердловский район)
Долгое — деревня в Свердловском районе Орловской области. Входит в состав Яковлевского сельского поселения.

## География
Деревня расположена на берегу реки Бандала. 
Уличная сеть представлена двумя объектами: Овражная улица и Центральная улица. 
Географическое положение: в 8 километрах от районного центра — посёлка городского типа Змиёвка, в 32 километрах от областного центра — города Орёл и в 349 километрах от столицы — Москвы.

## Население
| 2010 |
| ---- |
| 66   |